# Roberto De Zerbi
Pour les articles homonymes, voir Zerbi.
Roberto De Zerbi, né le 6 juin 1979 à Brescia (Lombardie, Italie), est un entraîneur de football italien. Auparavant joueur, il a évolué au poste de milieu de terrain de 1998 à 2013.
Il se fait progressivement remarquer par sa rare capacité à mettre en place un style de jeu offensif et obtenir de bons résultats sportifs, notamment lors de ses passages à Sassuolo en Italie et à Brighton & Hove Albion en Angleterre. Depuis juin 2024, il est l'entraîneur de l'Olympique de Marseille en France.

## Biographie

### Jeunesse
Né à Brescia, l'Italien passa son enfance et son adolescence à aller voir les matchs du club de la ville avec son père.

### Carrière de joueur
Adolescent, Roberto De Zerbi rejoint le centre de formation du Milan AC. Il ne s'imposera jamais et ne portera jamais le maillot du club.

### Carrière d'entraîneur

#### US Darfo Boario (2013-2014)
Roberto De Zerbi commence sa carrière d'entraîneur en novembre 2013 avec Darfo Boario (en), une équipe amateur lombarde évoluant en Serie D.

#### Foggia Calcio (2014-2016)
En juillet 2014, il devient le nouvel entraîneur de Foggia en Serie C. En deux années au club, il remporte notamment en 2016 une Coupe d'Italie de Serie C (son premier titre) et échoue aux portes de la montée après une défaite lors des play-offs face à Pise. Il quitte finalement le club durant l'été à la suite de désaccords avec sa direction.

#### US Palerme (2016)
Le 6 septembre 2016, il remplace Davide Ballardini à Palerme à la suite de son limogeage par le président du club Maurizio Zamparini. Il découvre ainsi la Serie A. À la suite d'une série de mauvais résultats, il est à son tour limogé le 30 novembre 2016 et est remplacé par Eugenio Corini.

#### Benevento Calcio (2017-2018)
Le 23 octobre 2017, il est nommé entraîneur de Benevento en remplacement de Marco Baroni (it) et signe son retour en Serie A. Malgré des résultats encourageants en fin de saison, il ne peut empêcher la relégation de son club. Au cours de la saison, De Zerbi se fit remarquer pour son style de jeu offensif basé sur la possession.

#### US Sassuolo (2018-2021)
En juin 2018, il devient l'entraineur de Sassuolo, qui évolue en Serie A. C'est là qu'il se révèle : il continue de développer son jeu de possession offensif et permet au club d'atteindre la 8ème place à deux reprises, ne manquant la Ligue Europa Conférence 2021-2022 qu'à la différence de but face à l'AS Roma après une course à l'Europe lors de la saison 2020-2021 de Série A.
En mai 2021, il annonce quitter le club à la fin de la saison.

#### Chakhtar Donetsk (2021-2022)
En 2021, il signe au Chakhtar Donetsk. Il devient le tout premier entraîneur italien à remporter la Supercoupe d'Ukraine en 2021 après un match contre le Dynamo Kiev.
À la suite de l'invasion russe de l'Ukraine, il quitte le club d'un commun accord début juillet 2022.

#### Brighton & Hove Albion (2022-2024)
En septembre 2022, il devient l'entraîneur de Brighton, à la suite du départ de l'ancien entraîneur Graham Potter à Chelsea.
Grâce à son jeu, il permet, au club d'obtenir, lors de la saison 2022-2023, le meilleur résultat en Premier League de son histoire avec une 6ème place. C'est également la première fois de son histoire que le club se qualifie en coupe d'Europe.
Ces succès lui valent les éloges de Pep Guardiola, l'entraîneur de Manchester City.
Il quitte le club de Brighton à la fin de la saison 2023-2024. Le 18 mai 2024, le club annonce qu'un accord commun a été trouvé afin de mettre fin au contrat de Roberto De Zerbi à la fin de la saison. L'Italien avait critiqué en public la stratégie de recrutement du club : « Ça ne me correspondait plus, je ne voulais pas accepter des choses injustes », expliquera-t-il par la suite.

#### Olympique de Marseille (2024-)

##### Saison 2024-2025
Le 24 juin 2024, l'Olympique de Marseille annonce dans un communiqué, un accord de principe avec Roberto De Zerbi, qui deviendra le nouvel entraîneur du club à partir de la saison 2024-2025. Le nouvel entraîneur marseillais arrive dans la cité phocéenne le 26 juin 2024 via l'aéroport de Marignane duquel il se rend au centre d'entraînement Robert Louis-Dreyfus afin de découvrir le lieu et commencer des réunions de travail. L'annonce officielle de sa signature pour un contrat de 3 ans a lieu le 29 juin 2024 au soir dans un communiqué. Le natif de Brescia confie : « Je suis très heureux de m’engager avec l'Olympique de Marseille, j’éprouvais un désir très fort de rejoindre ce club. L’histoire et le prestige qui entourent l’OM, la passion et la ferveur de ses supporters, le sérieux et l’enthousiasme que m’ont témoigné Frank, Pablo et Medhi ont été déterminants dans ma décision de me lancer dans ce challenge passionnant. J’ai hâte de m’asseoir sur le banc de l’Orange Vélodrome, cette fois-ci en tant qu’entraîneur de l’OM, et d’aider le club à retrouver le rang que Marseille mérite ». Lors de sa présentation officielle, le tacticien italien révèle que des contacts avaient déjà été noués avec la direction marseillaise dès l'été 2022 après le départ surprise de Jorge Sampaoli, avant sa signature à Brighton & Hove Albion. 

« Je suis moins dans la verticalité et le jeu direct que Tudor. Je préfère un jeu de possession orienté sur la gestion des temps forts et le contrôle du ballon. Je vis pour le résultat, contrairement à ce qu’on dit parfois. Mais je crois qu’il faut se concentrer sur le chemin, sur la manière dont on atteint ce résultat. »

— Roberto De Zerbi, à propos de sa philosophie de jeu,.
Après la lourde défaite à domicile face à Auxerre (1-3) au mois de novembre 2024, il change de système tactique et opte pour un 3-4-2-1. Ce qui va permettre aux Olympiens de rester invaincus en championnat jusqu'au 26 janvier 2025 et la défaite face à Nice (2-0). Fin mars 2025, les relations entre le coach phocéen et les joueurs de l'OM se révèlent tendues : le 31 mars, il refuse de les entraîner, se disant déçu par leur attitude à la suite des trois défaites consécutives dont la dernière à Reims (3-1). Avant de recevoir Brest au Vélodrome, le trio Longoria - Benatia - De Zerbi décide d'amener l'ensemble des joueurs (staff compris) faire une mise au vert au sein du centre d’entraînement du Roma City F.C (pensionnaire de Serie D) à Rome afin de souder le groupe pour le sprint final. L'initiative est reconduite la semaine suivante avant d'affronter Lille. Les hommes de De Zerbi décrochent leur qualification directe pour la Ligue des Champions 2025-2026 après une victoire (1-3) acquise face au Havre et la seconde place au classement de la Ligue 1. À l'issue de sa première saison, il déclare : « Quand j’avais 13-14 au centre de formation de l’AC Milan, mon entraîneur Walter De Vecchi me disait de suivre l’OM et Chris Waddle. C’est là que je suis tombé amoureux de l’OM, j’ai commencé à suivre l’OM pour Chris Waddle. Ma volonté est de rester à 100%. ».

## Statistiques

### Entraîneur
Au jour du 17 mai 2025.
| US Darfo Boario        | 1er novembre 2013  | 30 juin 2014     | 22  | 5   | 5  | 12  | 23% |
| Foggia Calcio          | 1er juillet 2014   | 30 juin 2016     | 90  | 48  | 23 | 19  | 53% |
| US Palerme             | 6 septembre 2016   | 30 novembre 2016 | 13  | 1   | 2  | 10  | 8%  |
| Benevento Calcio       | 23 octobre 2017    | 30 juin 2018     | 29  | 6   | 3  | 20  | 21% |
| US Sassuolo            | 1er juillet 2018   | 30 juin 2021     | 120 | 43  | 36 | 41  | 36% |
| Chakhtar Donetsk       | 1er juillet 2021   | 30 juin 2022     | 30  | 20  | 5  | 5   | 67% |
| Brighton & Hove Albion | 1er septembre 2022 | 30 juin 2024     | 83  | 37  | 19 | 27  | 45% |
| Olympique de Marseille | 1er juillet 2024   |                  | 36  | 21  | 6  | 9   | 58% |
| Total                  | Total              | Total            | 423 | 181 | 99 | 143 | 43% |

## Palmarès

### En tant que joueur
- CFR Cluj
  - Champion de Roumanie en 2010 et 2012.
  - Vainqueur de la Coupe de Roumanie en 2010.

### En tant qu'entraîneur
- Foggia Calcio
  - Coupe d'Italie de Serie C en 2016

- Chakhtar Donetsk
  - Vainqueur de la Supercoupe d'Ukraine en 2021

## Style de jeu
La tactique proposée par l'entraineur italien repose sur de la possession offensive à partir du gardien de but. Il utilise un système de double-pivot au sein d'un 4-2-3-1 avec un pressing très agressif afin de récupérer le ballon le plus vite possible.
Le jeu demandé par Roberto De Zerbi est reconnu comme l'un des meilleurs d'Europe. Beaucoup de ses pairs en font l'éloge notamment l'entraineur espagnol Pep Guardiola, décrivant De Zerbi comme « l'un des entraineurs les plus influents des 20 dernières années ».
De Zerbi est également reconnu comme étant un entraîneur exigeant. En 2016, lors de l'un de ses premiers matchs à la tête de Palerme face à la Sampdoria, les hommes de De Zerbi mènent au score mais l'italien fulmine car ils ne jouent pas selon ses principes. Il déclarera à son adjoint qu'il « préfère retourner en Serie C pour se divertir plutôt que d'entraîner une équipe qui joue mal ».
L'ancien marseillais Maxime Lopez qui avait quitté l'OM afin de rejoindre le Sassuolo de De Zerbi en 2020, a déclaré à son sujet « J’ai parlé avec le coach De Zerbi et au bout de 5 minutes j’avais envie de venir avec lui. C’est un grand coach, un grand tacticien ».